# Euscelis nemesia
Euscelis nemesia är en insektsart som beskrevs av Timothy M. Cogan 1916. Euscelis nemesia ingår i släktet Euscelis och familjen dvärgstritar. Inga underarter finns listade i Catalogue of Life.